# Don Thompson
Donald James Thompson (20. ledna 1933 Hilingdon – 4. října 2006 Frimley) byl britský atlet, chodec, olympijský vítěz na 50 km chůze z roku 1960.

## Sportovní kariéra
Zpočátku se věnoval běhu na střední a dlouhé tratě, po úrazu achilovky se přeorientoval na chůzi. Startoval v olympijském závodě na 50 km chůze v Melbourne v roce 1956, ale na 45. kilometru musel odstoupit. Na evropském šampionátu o dva roky později došel v závodě na 50 km chůze do cíle na pátém místě. Před olympiádou v Římě se připravoval na vysoké teploty a vyplatilo se mu to. Zvítězil na 50 km chůze v novém olympijském rekordu 4:25:30.
Na mistrovství Evropy v roce 1962 získal bronzovou medaili v závodě na 50 km chůze. Na olympiádě v Tokiu se umístil v této disciplíně desátý. S vrcholovým sportem skončil v roce 1968, ale poté ještě občas startoval v maratonských a chodeckých závodech. V roce 1990 ve svých 57 letech se stal vicemistrem Velké Británie v chůzi na 100 mil.